# 贝宁城国家博物馆
贝宁城国家博物馆（英語：Benin City National Museum），又译貝南博物館，是位于非洲国家奈及利亞贝宁城的一座国立博物馆，由奈及利亞國家博物館和紀念碑委員會负责管理，以收藏貝寧王國的青铜雕塑、陶雕等文物著称。

## 历史
贝宁城国家博物馆的前身是贝宁奥巴阿肯祖阿二世的宫殿，他在宫殿内展出了不少文物，之后成为博物馆，1960年，奈及利亞脱离大英帝国独立后，新成立的奈及利亞政府接管了这家博物馆，並将其迁到貝南城邮局內，1973年，奈及利亞因石油致富後，政府动用资金将博物馆迁入贝宁城环状线的环岛内国王广场上，此后，该馆便一直位于环岛内:968。

## 建築與館藏
贝宁城国家博物馆位于贝宁城都市中心的环岛上，四周被贝宁城环状线包围，交通便利，其附近分布着贝宁王宫、新奈及利亞銀行大楼等地标建筑:968，即将落成的埃多西非艺术博物馆也邻近该馆，后者亦以收藏贝宁青铜器为主要任务。其博物馆馆舍呈圆形、形制高大，但历经多年，建筑表层的油漆剥落，附近的草坪也趋于风化。
1897年貝寧遠征後，英军从埃多抢走了大量青铜文物，1980年，奈及利亞政府将部分文物购回，随即收藏于该馆，在诸多馆藏中，青铜国王頭像、青铜徽章、象牙鐘三样最具有代表性:969，除了貝南青銅器外，该馆还收藏了许多风格迥异于贝宁本土作品的非洲文物。该博物馆也會透过广播电视组织教育活动，帮助奈及利亞民众认识文物，进而促进文物保护。